# NGC 177
NGC 177 là một thiên hà xoắn ốc không có giới hạn với cấu trúc vòng khác biệt, nằm cách xa khoảng 200 triệu năm ánh sáng trong chòm sao Kình Ngư. Nó được phát hiện vào năm 1886 bởi Frank Muller.